# Țîseve, Mirhorod
Țîseve (în ucraineană Цисеве) este un sat în comuna Velîkîi Bairak din raionul Mirhorod, regiunea Poltava, Ucraina.

## Demografie
Componența lingvistică a localității Țîseve
     Ucraineană (96,95%)
     Rusă (3,05%)
Conform recensământului din 2001, majoritatea populației localității Țîseve era vorbitoare de ucraineană (96,95%), existând în minoritate și vorbitori de rusă (3,05%).